# لاورنسبورگ (ایندیانا)
لاورنسبورگ، ایندیانا (به انگلیسی: Lawrenceburg, Indiana) یک شهر در ایالات متحده آمریکا با جمعیت ۵٬۰۴۲ نفر است که در ایندیانا واقع شده‌است.